# Брент Ворд Джетт
Брент Во́рд Джетт, (англ. Brent Ward Jett, Jr .; народ. 1958 р.) — астронавт НАСА. Здійснив чотири космічні польоти на шаттлах: STS-72 (1996 р., «Індевор»), STS-81 (1997 р., «Атлантіс»), STS-97 (2000 р., «Індевор») і STS-115 (2006 р., «Атлантіс»), полковник ВМС США.

## Особисті дані та освіта
Брент Джетт народився 5 жовтня 1958 року в місті Понтіак, штат Мічиган, але своїм рідним вважає місто Лодердейл, штат Флорида. У 1974 році закінчив середню школу в місті Окленд-Парк, штат Флорида. У 1981 році отримав ступінь бакалавра в галузі аерокосмічної техніки в Академії ВПС США, місто Колорадо-Спрінгс, штат Колорадо. У 1989 році отримав ступінь магістра в галузі авіаційної техніки — Аспірантура ВМС США.
Одружений з Джанет Лайт Лайон з міста Патаксент-Рівер, штат Меріленд. Він любить водні види спорту та катання на лижах, віндсерфінг, веслування, біг, баскетбол, сквош. Його батьки проживають в Лодердейл, Флорида. Її мати, Мері Патрісія Ліона, проживає в Фредериксбурзі, штат Вірджинія. Її батько, Джеймс Річард Ліон, старший, помер.

## до НАСА

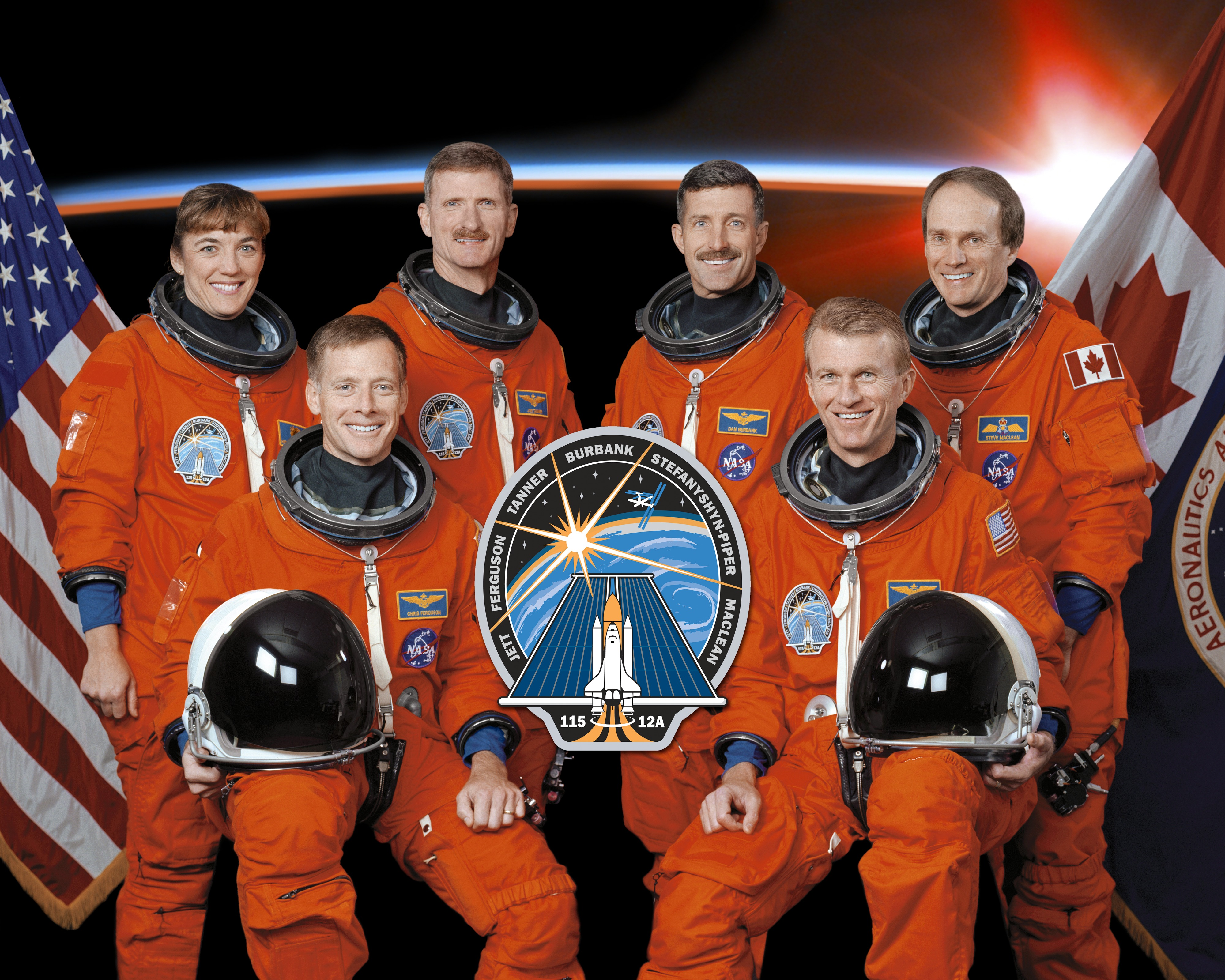
Екіпаж STS-115:Зліва-направо: Хайдемарі Стефанішін-Пайпер, Кристофер Фергюсон, Джозеф Таннер, Дэніел Бурбанк, Брент Джетт, Стівен Маклейн

В березні 1983 року став військово-морським льотчиком. Потім він був розподілений на авіабазу «Окена», штат Вірджинія, для початкового навчання польотам на літаку F-14 Tomcat. Після завершення цієї підготовки, був призначений в винищувальну ескадрилью, яка базувалася на авіаносці «Саратога», здійснив походи по Середземному морю і Індійському океану. У липні 1986 Джетт був направлений в Морську льотну школу, на початку 1988 року захистив дипломну роботу в місті Монтерей, штат Каліфорнія. У червні 1989 року почав навчання в Школі військово-морських льотчиків. Після її закінчення в червні 1990 року, став льотчиком-випробувачем, був направлений у Військово-морський випробувальний центр «Аїр», літав на моделях A / B / D F-14 Tomcat, Т-45А і А-7 Е. У вересні 1991 року Джетт повернувся у військово-морський флот, на той же авіаносець — «Саратога» і літав на тих же F-14 Tomcat. Джетт знаходився в поході у Середземному морі, коли дізнався про запрошення до НАСА. Має наліт понад 2500 годин на більш ніж 30 різних типах літаків і понад 450 посадок на палубу авіаносця.

## Підготовка до космічних польотів
31 березня 1992 був зарахований до загону НАСА в складі чотирнадцятого набору, кандидатом в астронавти. Став проходити навчання за курсом загальнокосмічної підготовки (ОКП). По закінченні курсу, в липні 1993 року отримав кваліфікацію «пілот шатла» і призначення в Офіс астронавтів НАСА.

## Польоти у космос
- Перший політ — STS-72, шаттл «Індевор». З 11 по 20 січня 1996 року як «пілот корабля». Основним завданням місії було захоплення на орбіті і повернення на Землю японського дослідницького супутника — англ. Space Flyer Unit (SFU). Супутник SFU (вага: 3.577 кг) був запущений з японського космодрому Танегасіма, ракетою — H-II, 18 березня 1995 року. На третій день польоту «Індевора», супутник SFU був захоплений краном-роботом і поміщений у вантажний відсік шатлу. Краном-роботом керував японський астронавт Коїті Ваката. Був розгорнутий і випущений у вільний політ науково-дослідний супутник — OAST-Flyer (англ. Office of Aeronautics and Space Technology Flyer). Цей супутник перебував в автономному польоті, приблизно, 50 годин і віддалявся від «Індевора» на відстань до 72 км. Потім цей супутник був захоплений роботом-маніпулятором і знову поміщений у вантажний відсік «Індевора». Проводились дослідження озонового шару атмосфери Землі. Проводились роботи по точному виміру висоти польоту шаттла над поверхнею Землі. Проводились також медичні та біологічні дослідження. Тривалість польоту склала 8 діб 22 години 2 хвилини.
- Другий політ — STS-81, шаттл «Атлантіс». З 12 по 22 січня 1997 як «пілот корабля». У програму польоту входили: п'ята стиковка шатлу з російською орбітальною станцією «Мир», доставка і повернення вантажів, ротація екіпажу стації, різні експерименти. Тривалість польоту склала 10 діб 4:00 56 хвилин.
- Третій політ — STS-97 шаттл «Індевор». З 1 по 11 грудня 2000 року як «командир корабля». Основним завданням була доставка на Міжнародну космічну станцію (МКС) модуля P6 з двома сонячними батареями сумарною потужністю до 64 кВт. Здійснив три виходи у відкритий космос: 3 грудня 2000 року — 7:00 33 хвилини, забезпечення перенесення і пристиковки секції P6. 5 грудня — 6:00 37 хвилин, прокладка кабелів між P6 і Z1, переміщення антеною збірки SASA. 7 грудня — 5:00 10 хвилин, підтягування панелей СБ, установка приладів. Тривалість польоту склала 10 діб 19 годин 58 хвилин.
- Четвертий політ — STS-115 шаттл «Атлантіс». З 9 по 21 вересня 2006 року як «командир корабля». Друга після більш ніж трирічної перерви, викликаного катастрофою шаттла «Колумбія», місія з подальшого будівництва Міжнародної космічної станції. Головною метою польоту була доставка і установка продовження лівого сегмента ферменних конструкцій МКС — ферм P3 і P4, пари сонячних батарей (2A і 4A) і обслуговуючих їх акумуляторних батарей. Це значно збільшило кількість електроенергії для проведення наукових експериментів на станції. Виконав два виходи у відкритий космос: 12, вересня 2006 року — тривалістю 6 годин 26 хвилин, були встановлені нові сегменти фермової конструкції Р3 / Р4, приєднаний до сегмента Р1. Після розгортання нових сонячних батарей загальна потужність енергопостачання станції зросла в два рази. 15 вересня — 6 годин 42 хвилини, Таннер і Пайпер встановили силові та комунікаційні кабелі між сегментами Р1 і Р3 / Р4, прибрали транспортну обв'язку з блоку сонячних батарей. Астронавти працювали дуже швидко, так, що наземний Центр управління польотом дозволив їм виконати деякі завдання, передбачені для наступного виходу у відкритий космос. Єдиним інцидентом тим, що трапилося в ході ВКД, стала втрата шайби, кріпильного болта і пружини, упущених Таннером, відлетіли у відкритий космос.

В НАСА заявили, що через напрямки, в якому відлетіли упущені предмети, час їх існування на орбіті буде невеликий і вони не будуть представляти загрози для МКС або інших космічних апаратів. Тривалість польоту склала 11 діб 19 годин 7 хвилин.
Загальна тривалість польотів в космос — 41 день 18 годин 2 хвилини.

## Після польотів
У липні 2007 року пішов із загону астронавтів і звільнився з НАСА. В листопаді 2007 року він повернувся в НАСА на посаду керівника Директорату льотних екіпажів в Центр космічних досліджень імені Джонсона, у Г'юстоні, штат Техас, отримав статус астронавта-менеджера. В його обов'язки входило регулювання повсякденної діяльності Директорату, в тому числі Офісу астронавтів та відділу польотних операцій на аеродромі «Еллінгтонфілд» в Г'юстоні. У червні 2008 року був знову переведений в категорію активних астронавтів, але потім повернувся в категорію астронавтів-менеджерів. У лютому 2011 року розпочав виконання обов'язків заступника директора Відділу НАСА з планування програми створення приватних пілотованих кораблів.

## Джерело
- Офіційна біографія НАСА [Архівовано 23 листопада 2013 у Wayback Machine.](англ.)